# Krajputaši

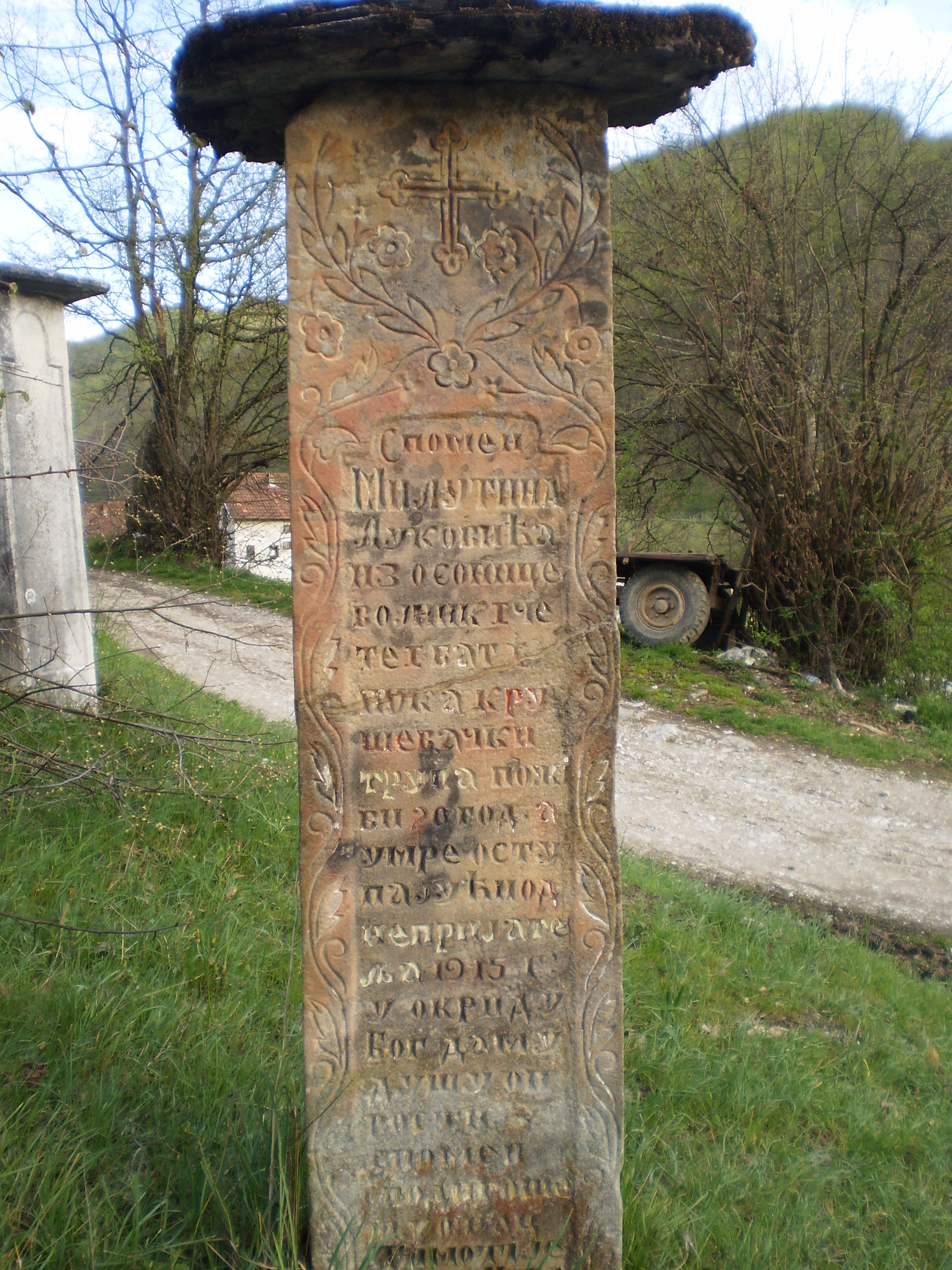

Die Krajputaši genannten Grabmäler an den Landstraßen in Serbien zeichnen sich durch einzigartige gemeißelte und gemalte Motive und Epitaphe aus.

## Beschreibung
Krajputasi stehen in der Regel auf leeren Grabstellen. Im serbischen Volk glaubte man fast bis in unsere Tage, es sei entsetzlich, irgendwo in der Ferne, weit von Familie und Heim zu sterben, wo man nicht von den Seinen begraben werden kann und diese keine Kerzen anzünden können. Daher wurde, wenn jemand weit von zu Hause, auf der Reise, bei der Arbeit oder im Krieg starb oder fiel, an der Landstraße dessen Anzug in aller Feierlichkeit, als sei es der Verstorbene selbst, beigesetzt und – das Wichtigste – ihm ein Denkmal gesetzt. In vielen Dörfern Serbiens stehen am Wegesrand, als sichtbares Zeichen, dass hier jemand in der Ferne verschieden ist, solche Denkmäler. Besonders in Westserbien gibt es ihrer viele an den Straßen, einzeln oder in Gruppen, in einer oder mehreren mehr oder minder genau eingehaltenen Reihen. Einige ältere, fast schon verwitterte Gruppen von Grabmälern erscheinen wie klassische Nekropolen.

## Historischen hintergrund und auswertung

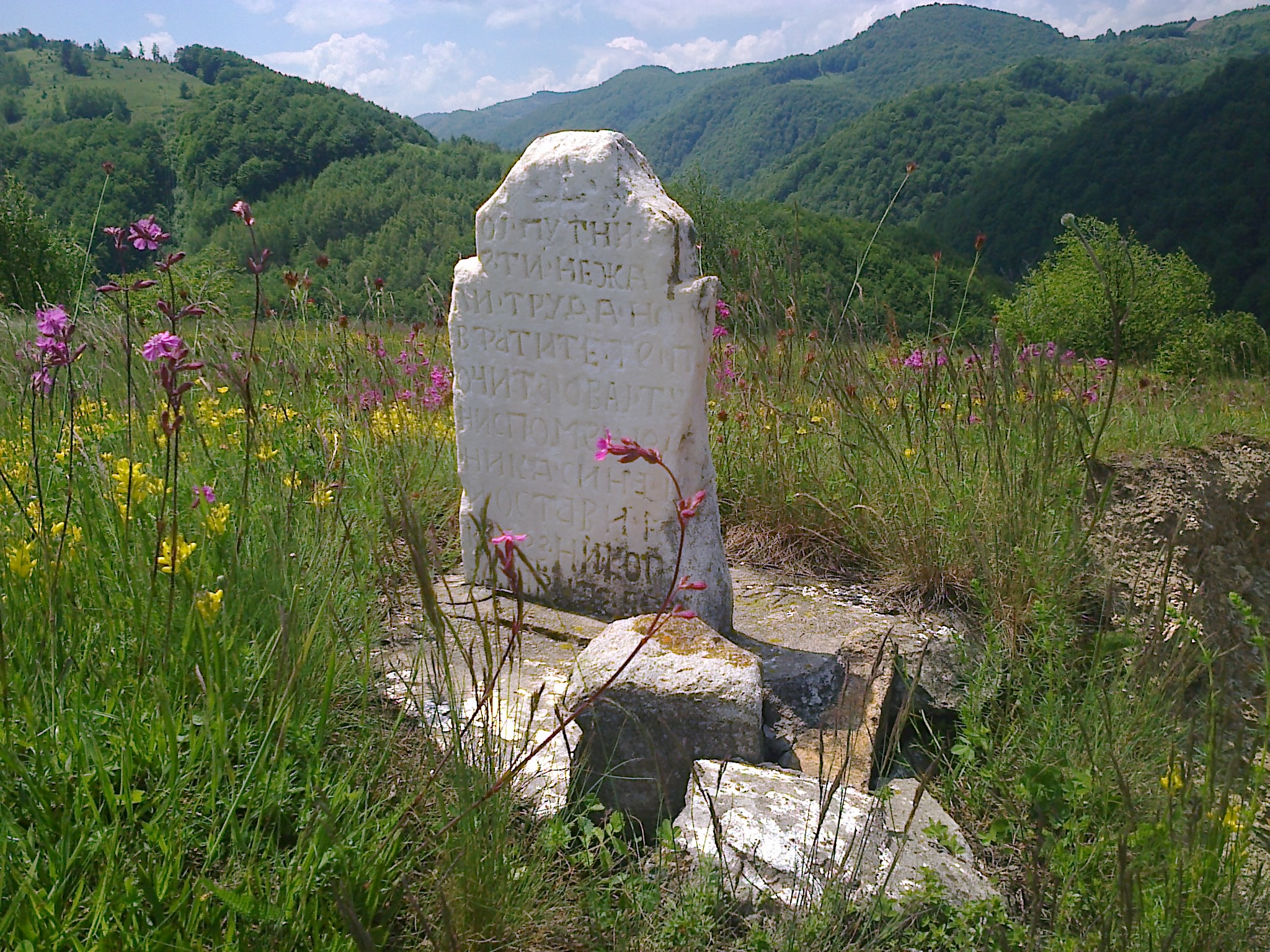

Das Aufstellen eines Steins auf dem Grab eines Verstorbenen gilt heute als Zeichen der Aufmerksamkeit und Pietät gegenüber dem Toten. In der Vergangenheit trug dieser Brauch allerdings eine andere Bedeutung. Man glaubte, die Seele des Toten, ja sogar die Seele eines Lebenden könne gefesselt und in Holz oder Stein verborgen werden, und so pflanzte man auf dem Grab Bäume oder errichtete steinerne Denkmäler. Krajputaši sind daher auch der Sitz der Seele des Toten oder zumindest der Ort, an dem sie in Form eines Vogels oder in anderer Form sich niederlässt.
Die Erscheinung der steinernen Grabmäler an serbischen Landstraßen wird nicht nur mit ethnologischen Besonderheiten, sondern auch kulturgeschichtlichen Momenten erklärt. Die Bevölkerung Serbiens stammt in der Mehrheit aus der Herzegowina, von wo sie den Brauch der Errichtung monumentaler Denkmäler, sogenannter Stećci, mitbrachte. Die Ähnlichkeit in der bildnerischen Gestaltung zwischen Krajputaši und Stećci ist offensichtlich. Die Grundform der Krajputasi ist die Stele, ein hoher, quaderförmiger, aufrecht stehender Stein, auf dessen einer Seite die farbige Gestalt des Verstorbenen in natürlicher Größe, flach oder tief eingemeißelt, zu sehen ist, während die andere Seite einen oft sehr geistreichen, ja sogar höhnischen Text aufweist. Die Stećci aus der Herzegowina und Ost-Bosnien sind ebenfalls säulenförmig – Stelen, auf denen häufig eine menschliche Gestalt in natürlicher Größe mit einem entsprechenden Text eingemeißelt ist. Nach jüngsten Forschungen wird angenommen, dass Illyrer und Thraker auf die Eigenschaften dieser steinernen Denkmäler starken Einfluss hatten. Außerdem vertieften und verstärkten auch die geschichtlichen Ereignisse in Serbien während des 19. Jahrhunderts, der Kampf um die Befreiung von der Türkenherrschaft jenen ursprünglichen, oft verheimlichten Volksglauben an das Bestehen der Seele.

## Darstellungsform, symbolik
Die Krajputasi zeigen den Toten in seiner ganzen Gestalt oder nur teilweise. Die häufig sehr realistischen Darstellungen sind so genau gearbeitet, dass man in ihnen sogar Einzelheiten der Kleidung erkennt. Daneben sind interessante symbolische Figuren anzutreffen, geometrische, Pflanzen- und Tiermotive, ferner Tisch und Stühle für den Totenschmaus, Gläser und Kerzenleuchter, landwirtschaftliche Geräte (Axt, Pflug), Waffen (Pistole, Gewehr), Webgeräte (Spinnrocken, Weberschiffchen, Spule, Nadel), Musikinstrumente (Flöte, Mundharmonika) und Gegenstände des täglichen Gebrauchs (Korb, Schirm, Nähmaschine, Stab, Tintenfass, Bücher, Spiegel, Kamm, Tasche, Tabäkdose, Schere u. a.). Die Darstellungen zeigen die Eigenschaften und die gesellschaftliche Stellung des Verstorbenen zu seinen Lebzeiten: Händler, Bürgermeister, Soldat, Schüler, unverheiratetes Mädchen, verheiratete Frau, Heiducke.
Die Gestalten und Porträts auf den Krajputasi sind in ihrer Mehrzahl reale Darstellungen des Toten, was überrascht, da sie alle nicht nach Modell, sondern entsprechend der Erinnerung gearbeitet wurden. Die Künstler kannten den Verstorbenen wahrscheinlich. Wurden die Grabmäler lange nach dem Ableben errichtet, waren die physischen Ähnlichkeiten natürlich geringer. Dass die Steinmetze tatsächlich versuchten, das Aussehen möglichst getreu darzustellen, dazu bieten den besten Beweis die Gestalten zweier Brüder, Soldaten, auf getrennten Grabmälern, die die Eigenschaften der beiden Personen völlig individuell zeigen.
Zahlreiche Krajputaši zeigen Gestalten mit spöttischem, höhnischem Lächeln und nicht minder verschmitzten Texten:

»Hier liege ich, und du siehst mich an!
Ich wünschte, du lägest, und ich sähe dich an!«